# Cartago (província)
Cartago é uma província da Costa Rica, sua capital é a cidade de Cartago. Tem 3 124 km² e mais de meio milhão de habitantes, segundo censo de 2018.

## Geografia
Cartago fica localizada na parte central do país, faz divisa com a Província de Limón a leste e com a Província de São José a oeste. 
A província é atravessada pela Cordilheira Central, cercada a sul pela cordilheira de Talamanca e onde correm os rios Chirripó, Jiménez, Reventazón e Pacuare. 

## Economia
Cultivam-se plantas tropicais, hortaliças e frutas. Existem jazidas inexploradas de ouro, cobre, mercúrio e hulha.

## Cantões
A província de Cartago está subdividido em oito cantões e 47 distritos. Os cantões são:
| Nome      | Capital    | Área (km²) | Lei da fundação              |
| --------- | ---------- | ---------- | ---------------------------- |
| Cartago   | Cartago    | 287,77     | Lei de 7 de Dezembro de 1848 |
| Paraíso   | Paraíso    | 411,91     | Lei de 7 de Dezembro de 1848 |
| La Unión  | Tres Ríos  | 44,83      | Lei de 7 de Dezembro de 1848 |
| Jiménez   | Juan Viñas | 286,43     | Lei de 19 de Agosto de 1903  |
| Turrialba | Turrialba  | 1.642,67   | Lei de 19 de Agosto de 1903  |
| Alvorado  | Pacayas    | 81,06      | Lei de 9 de Julho de 1908    |
| Oreamuno  | San Rafael | 202,31     | Lei de 17 de Agosto de 1914  |
| El Guarco | Tejar      | 167,69     | Lei de 26 de Julho de 1939   |